# 스카이웰 볼트온
스카이웰 볼트온(영어: Skywell Volton)은 중국 스카이웰의 NJL6117BEV 모델을 기반으로 제작된 하이데커급 전기버스이다.

## 보유중인 업체
- 선진버스